# Demijohn Lake
Demijohn Lake är en sjö i Kanada.   Den ligger i Thunder Bay District och provinsen Ontario, i den sydöstra delen av landet, 900 km väster om huvudstaden Ottawa. Demijohn Lake ligger 393 meter över havet.
I omgivningarna runt Demijohn Lake växer i huvudsak blandskog. Trakten runt Demijohn Lake är nära nog obefolkad, med mindre än två invånare per kvadratkilometer.